# ماثيو غليتزر
ماثيو غليتزر (بالإنجليزية: Matthew Glaetzer) (و. 1992  م) هو راكب دراجة هوائية أسترالي، ولد في أديلايد، شارك في الألعاب الأولمبية الصيفية 2012، وركوب الدراجات في الألعاب الأولمبية الصيفية 2016.

## روابط خارجية
- ماثيو غليتزر على موقع الاتحاد الدولي للدراجات (الإنجليزية)
- ماثيو غليتزر على موقع أرشيف الدراجات (الإنجليزية)
- ماثيو غليتزر على موقع CycleBase (الإنجليزية)
- ماثيو غليتزر على موقع اللجنة الأولمبية الدولية (الإنجليزية)
- ماثيو غليتزر على موقع أوليمبيديا (الإنجليزية)
- ماثيو غليتزر على موقع اتحاد ألعاب الكومنولث (مؤرشف) (الإنجليزية)